# Santa Rosalía, Sonora
Santa Rosalía är en ort i Mexiko.   Den ligger i kommunen Ures och delstaten Sonora, i den nordvästra delen av landet, 1 600 km nordväst om huvudstaden Mexico City. Santa Rosalía ligger 380 meter över havet och antalet invånare är 174.
Terrängen runt Santa Rosalía är huvudsakligen platt. Santa Rosalía ligger nere i en dal. Runt Santa Rosalía är det glesbefolkat, med 8 invånare per kvadratkilometer. Santa Rosalía är det största samhället i trakten. Omgivningarna runt Santa Rosalía är i huvudsak ett öppet busklandskap.